# Baixa Navarra
A Baixa Navarra (em francês Basse-Navarre; em basco, Nafarroa Beherea) é uma das sete províncias do País Basco histórico e um dos três territórios históricos  bascos situados na França (sendo os outros dois Labourd e Soule), que formam o chamado  País Basco francês,  parte menor do território histórico do País Basco.
Assim como os  antigos viscondados de Labourd, Soule e Bearn, atualmente, a Baixa Navarra faz parte do departamento dos Pirenéus Atlânticos.
Até 1512 fez parte do Reino de Navarra, juntamente com a Alta Navarra (atual Comunidade Foral de Navarra), que, naquele ano,  foi conquistada por Fernando II de Aragão e incorporada ao Reino de Castela.
A Baixa Navarra foi a única província do Reino de Navarra que a Espanha não anexou definitivamente em 1515. Permaneceu com instituições e leis próprias como parte dos domínios da casa de Foix e foi incorporada à  França quando Henrique de Navarra assumiu a coroa francesa. Assim, os reis da França se intitularam "Reis da França e Navarra". Mesmo após a união do reino de Navarra à França, puramente dinástica, Navarra conservou sempre suas próprias instituições (assim, quando Luís XV convocou os Estados Gerais, Navarra não enviou formalmente representante à assembleia, de forma independente, enviou o seu   Cuaderno de agravios (caderno de queixas) diretamente a Luís XV (que era também  rei de Navarra). No entanto, o seu estatuto diferenciado dentro da Coroa terminou com a Revolução Francesa, em 1789.
1. ↑  «Basque Country». The Basque Cultural Institute (em inglês). Consultado em 17 de março de 2025
2. ↑  Larousse, Éditions. «Pyrénées-Atlantiques - LAROUSSE». www.larousse.fr (em francês). Consultado em 17 de março de 2025
3. ↑  Edelmayer, Friedrich (31 de maio de 2012). «The Pyrenees Region — EGO». EGO | Europäische Geschichte Online (em inglês). Consultado em 17 de março de 2025